# Клод Зиди
Клод Зиди (на италиански: Claude Zidi) е френски филмов режисьор и кинооператор.

## Биография
Клод Зиди е роден на 25 юли 1934 г. в Париж. След като завършва лицея „Кондорсе“, той влиза във Висшето техническо училище по фотография и кино (на френски: École Louis-Lumière), след което служи в армията. Пътят му в киното започва през 1958 година. Десет години работи като помощник-оператор, а от 1969 г. и като главен оператор, заснема драмата на Мишел Драш „Елиза, или реалния живот“ (на френски: Élise ou la Vraie Vie).
През 1971 г. дебютира като режисьор с комедията „Новобранците изперкват“ (на френски: Les Bidasses en folie) с участието на групата комици „Шарло“, като със същите изпълнители засмена още три комедии за три години.
На широка популярност се радват неговите филми „Горчицата бие в носа“ и „Внимавай“ с Пиер Ришар, „Крилце или кълка“ и „Раздорът“ с Луи дьо Фюнес, „Животното“ с Жан-Пол Белмондо.
Следващите му филми придобиват голяма сатирично-пародийна ориентация, която ясно се вижда в „Отвори, полиция“ (който печели наградата „Сезар“ за най-добър филм на годината и донася наградата за най-добра режисура на самия Зиди).
Заслужава да се отбележи и филмът „Тотално наблюдение“, негов римейк е „Истински лъжи“, заснет три години по-късно от Джеймс Камерън.

## Избрана филмография
| Година | Филм                           | Оригинално заглавие            |
| ------ | ------------------------------ | ------------------------------ |
| 1976   | Крилце или кълка               | L'Aile ou la cuisse            |
| 1977   | Животното                      | L'Animal                       |
| 1978   | Раздорът                       | La zizanie                     |
| 1984   | Отворете, полиция              | Les Ripoux                     |
| 1999   | Астерикс и Обеликс срещу Цезар | Astérix et Obélix contre César |